# Enzo Geerts
Enzo Geerts (3 januari 2005) is een Belgisch voetballer.

## Clubcarrière
Geerts ruilde in 2017 de jeugdopleiding van KV Mechelen voor die van PSV. In juli 2021 ondertekende hij er zijn eerste profcontract. In augustus 2022 werd zijn contract opengebroken tot 2025.
Op 20 januari 2023 maakte Geerts zijn profdebuut in het shirt van Jong PSV, het tweede elftal van PSV dat uitkomt in de Eerste divisie: in de competitiewedstrijd tegen FC Den Bosch (1-0-verlies) liet trainer Adil Ramzi hem in de 87e minuut invallen voor Mathijs Tielemans. Drie dagen later mocht hij tegen VVV-Venlo (1-2-verlies) opnieuw invallen, waarna hij op 30 januari 2023 zijn eerste basisplaats kreeg in de 3-1-zege tegen Willem II.

## Clubstatistieken
| Seizoen         | Club            | Land               | Competitie      | Competitie | Competitie | Beker | Beker | Supercup | Supercup | Europees | Europees | Totaal | Totaal |
| Seizoen         | Club            | Land               | Competitie      | Wed.       | Dlp.       | Wed.  | Dlp.  | Wed.     | Dlp.     | Wed.     | Dlp.     | Wed.   | Dlp.   |
| --------------- | --------------- | ------------------ | --------------- | ---------- | ---------- | ----- | ----- | -------- | -------- | -------- | -------- | ------ | ------ |
| 2022/23         | Jong PSV        | Vlag van Nederland | Eerste divisie  | 9          | 0          | —     | —     | —        | —        | —        | —        | 9      | 0      |
| 2023/24         | Jong PSV        | Vlag van Nederland | Eerste divisie  | 11         | 0          | —     | —     | —        | —        | —        | —        | 11     | 0      |
| 2024/25         | Jong PSV        | Vlag van Nederland | Eerste divisie  | 16         | 0          | —     | —     | —        | —        | —        | —        | 16     | 0      |
| Carrière totaal | Carrière totaal | Carrière totaal    | Carrière totaal | 36         | 0          | 0     | 0     | 0        | 0        | 0        | 0        | 36     | 0      |

Bijgewerkt op 25 juli 2025.